# Uday Hussein
Uday Saddam Hussein al-Tikriti (n. 18 iunie 1964 – d. 22 iulie 2003) (arabă: عُدي صدّام حُسين‎) a fost fiul cel mare al lui Saddam Hussein cu prima sa soție, Sajida Talfah. El a fost fratele lui Qusay Hussein. Pentru mai mulți ani, Uday a fost văzut ca moștenitor al tatălui său, cu toate acestea, Uday a pierdut această poziție din cauza comportamentului său dezordonat și a relației tulbure cu tatăl și cu fratele său. În urma invaziei Statelor Unite ale Americii în Irak din 2003, el a fost ucis, împreună cu fratele său de către Special Forces Task Force (Task Force 20) în timpul unui schimb scurt de focuri la Mosul.